# Kubilay Türkyılmaz
Kubilay «Kubi» Türkyılmaz (* 4. März 1967 in Bellinzona) ist ein ehemaliger türkisch-schweizerischer Fussballspieler.

## Karriere

### Verein
Türkyılmaz wurde als Sohn türkischer Einwanderer in Bellinzona geboren und startete seine Profikarriere 1986 in seiner Geburtsstadt beim AC Bellinzona. Am 1. März 1987 absolvierte er bei einem Auswärtsspiel gegen den FC Basel sein erstes Spiel als Profifussballer und erzielte sogleich das Ausgleichstor zum 1:1-Endstand. In 79 Einsätzen in der Nationalliga A schoss er für die AC Bellinzona 46 Tore. Dies weckte die Aufmerksamkeit des Ligakonkurrenten Servette FC, der ihn im Sommer 1989 verpflichtete.
Im November 1990 wechselte er für eine Summe von 3,6 Millionen Franken zum FC Bologna in die italienische Serie A. Er war somit der erste Schweizer seit 30 Jahren und der vierte Schweizer insgesamt, der es in Italiens höchste Spielklasse schaffte. In der Saison 1990/91 schoss er neun Tore in 22 Ligaspielen für den FC Bologna, stieg mit dem Verein jedoch als Tabellenletzter in die Serie B ab. Am Saisonende 1992/93 stieg er mit dem Verein in die Serie C ab. Daraufhin verliess er den Verein und wechselte in die Türkei zu Galatasaray Istanbul.
In seiner ersten Saison bei Galatasaray gewann Türkyılmaz mit seinem Verein die türkische Meisterschaft. Zudem leistete er einen wesentlichen Beitrag zur ersten Qualifikation seines Vereins für die Gruppenphase der UEFA Champions League: In der ersten Runde der Champions League 1993/94 schoss er zwei Tore gegen Cork City, in der zweiten Runde gelangen ihm zwei weitere Treffer gegen Manchester United. In der anschliessenden Gruppenphase schied Galatasaray als Gruppenletzter aus. In der Folgesaison, in der sich Galatasaray erneut für die Gruppenphase qualifiziert hatte, schoss Türkyılmaz sein erstes Champions-League-Tor bei einer 1:2-Niederlage gegen den FC Barcelona.
Anfang 1996 wechselte er zurück in die Schweiz zum Grasshopper Club Zürich. Mit dem Verein wurde er 1996 sowie 1998 Schweizer Meister und spielte 1996/97 erneut in der Gruppenphase der Champions League. Im April 1999 verliess er die Grasshoppers und spielte für den Rest der Saison 1998/99 für den FC Locarno.
In der Saison 1999/2000 spielte er in der Hinrunde für den FC Luzern und in der Rückrunde für den AC Bellinzona. Im Anschluss wechselte er zum italienischen Erstligisten Brescia Calcio. Nachdem er in der Hinrunde der Saison 2000/01 in 11 Pflichtspielen kein Tor für Brescia erzielen konnte, wechselte er in der Winterpause zurück in die Schweiz zum AC Lugano. Im Sommer 2001 ging er zum FC Luzern, beendete jedoch verletzungsbedingt seine Karriere bereits im November desselben Jahres.

### Nationalmannschaft
Türkyılmaz ist seit 1987 im Besitz der Schweizer Staatsbürgerschaft. Sein Debüt in der Nationalmannschaft gab er am 2. Februar 1988 bei einer 1:2-Niederlage gegen Frankreich.
Bei der EM 1996 erzielte er mittels eines Handelfmeters den 1:1-Endstand im Eröffnungsspiel gegen Gastgeber England. Dies war das einzige Tor der Schweiz in dieser Endrunde. In seinem letzten Länderspiel am 5. September 2001 gegen Luxemburg erzielte Türkyılmaz zwei Tore. Insgesamt bestritt er 62 Spiele für die Schweizer Fussballnationalmannschaft und erzielte dabei 34 Tore.
Heute ist Türkyılmaz als Kolumnist für den Blick tätig.

## Erfolge
- Schweizer Meister: 1995/96, 1997/98
- Türkischer Meister: 1993/94
- Schweizer Fussballer des Jahres: 1996, 1997, 1998